# Громаков Григорій Петрович
Григорій Петрович Громаков (нар. 31 жовтня 1917, хутір Чайкине, тепер Чертковського району Ростовської області, Російська Федерація — 1 березня 2017, місто Макіївка, тепер Донецької області) — український радянський діяч, новатор виробництва, почесний металург СРСР, старший вальцювальник прокатного цеху Макіївського металургійного заводу імені Кірова Сталінської (Донецької) області. Депутат Верховної Ради УРСР 5—7-го скликань. Герой Соціалістичної Праці (19.07.1958).

## Біографія
Народився в селянській родині. У ранньому дитинстві залишився сиротою. Після закінчення семи класів неповної середньої школи та школи фабрично-заводського навчання працював у зернорадгоспі Ростовської області слюсарем.
З 1939 року — у Червоній армії, служив у піхотних військах на Далекому Сході. Учасник німецько-радянської війни з грудня 1941. Воював на Північно-Західному фронті, був командиром відділення 288-го гвардійського стрілецького полку 7-ї гвардійської стрілецької дивізії. Під час боїв біля Старої Руси (4 лютого 1942 року) був важко поранений. Після одужання служив в санітарному поїзді, пізніше старшиною в одній із рот 25-ї навчальної стрілецької дивізії. Демобілізувався у листопаді 1945. Після демобілізації переїхав до Макіївки (Сталінська область).
Член ВКП(б) з 1945 року.
З 1945 року — слюсар-інструментальник, маніпуляторник блюмінга, а з 1951 року — старший вальцювальник—оператор блюмінга (прокатного цеху) Макіївського металургійного заводу імені Кірова Сталінської (Донецької) області.
19 липня 1958 року Указом Президії Верховної Ради СРСР за досягнення в розвитку чорної металургії, Григорію Громакову присвоєно звання Героя Соціалістичної Праці.
Прославився високою майстерністю вальцювання, навчив велику кількість фахівців. До Громакова приїжджали учні з Китайської Народної Республіки та Франції. У 1959 році удостоєний звання ударника комуністичної праці.
Протягом 10 років був засідателем Верховного суду Української РСР.
З 1973 року — на пенсії у місті Макіївці. Після виходу на пенсію був головою ради ветеранів Макіївського металургійного заводу.

## Нагороди та почесні звання
- Герой Соціалістичної Праці (19.07.1958)
- орден Леніна (19.07.1958)
- орден Трудового Червоного Прапора (30.03.1971)
- орден Вітчизняної війни II ступеня (6.04.1985)
- медаль «За бойові заслуги» (6.11.1947)
- медаль «За трудову відзнаку» (26.12.1952)
- медалі
- почесний металург СРСР
- заслужений металург Української РСР
- почесний громадянин Макіївки (14.06.1995)